# Jean-Pierre Mocky
Vous lisez un « bon article » labellisé en 2012.
Pour les articles homonymes, voir Mokiejewski.
Pour le musicien, voir Mocky.
Jean-Pierre Mocky est un cinéaste, réalisateur, scénariste, acteur et producteur de cinéma français, né le 6 juillet 1929 à Nice et mort le 8 août 2019 à Paris 7e. Son œuvre compte plus de soixante longs métrages et quarante épisodes de séries pour la télévision.
Il débute en tant qu'acteur au cinéma comme au théâtre et fait notamment partie de la Bande du Conservatoire. Il joue notamment dans Les Casse-pieds (1948) de Jean Dréville, Orphée (1950) de Jean Cocteau ou Le Gorille vous salue bien (1957) de Bernard Borderie. Mais c'est surtout en Italie qu'il devient célèbre, notamment grâce à son rôle dans Les Vaincus de Michelangelo Antonioni.
Après avoir travaillé comme stagiaire auprès de Luchino Visconti pour Senso (1954) et de Federico Fellini pour La strada (1954), il écrit un premier film, La Tête contre les murs (1959) et projette de le réaliser lui-même, mais le producteur préfère confier cette tâche à Georges Franju. Il passe à la réalisation l'année suivante avec Les Dragueurs (1959). Depuis lors, il n'a jamais cessé de tourner. Dès les années 1960, il touche un vaste public avec des comédies déjantées comme Un drôle de paroissien (1963) ou La Grande Lessive (!) (1968). Après Mai 68, il se tourne vers le film noir avec Solo (1970), dans lequel il montre un groupe de jeunes terroristes d'extrême gauche, puis L'Albatros (1971), qui dénonce la corruption des personnalités politiques.
Dans les années 1980, il renoue avec le succès avec un film dénonçant, un an avant le drame du Heysel, les dérives de certains supporters de football (À mort l'arbitre, 1984) puis une comédie dénonçant les hypocrisies autour du pèlerinage de Lourdes (Le Miraculé, 1987). Dans les années 1990 et 2000, ses films rencontrent moins de succès mais Jean-Pierre Mocky continue de tourner avec autant d'enthousiasme.
Son cinéma, souvent satirique et pamphlétaire, s'inspire généralement de faits de société. Il travaille avec peu de moyens et tourne très rapidement. Il a notamment tourné avec Bourvil (Un drôle de paroissien, La Cité de l'indicible peur, La Grande Lessive (!) et L'Étalon), Fernandel (La Bourse et la Vie), Michel Simon (L'Ibis rouge), Michel Serrault (douze films dont Le Miraculé), Francis Blanche (cinq films dont La Cité de l'indicible peur), Jacqueline Maillan (cinq films), Jean Poiret (huit films) et avec les vedettes Catherine Deneuve (Agent trouble), Claude Jade (Bonsoir), Jane Birkin (Noir comme le souvenir), Jeanne Moreau (Le Miraculé) et Stéphane Audran (Les Saisons du plaisir).
Il reçoit en 2010 le prix Henri-Langlois pour l'ensemble de sa carrière et le prix Alphonse-Allais en 2013. Le festival international du film Entrevues à Belfort en 2012 et la Cinémathèque française en 2014 lui consacrent une rétrospective intégrale.

## Biographie

### Enfance
Jean-Pierre Mocky naît le 6 juillet 1929,, à Nice,,,, sous le nom d'état civil de « Jean-Paul Adam Mokiejewski »,. Son père, Adam Mokiejewski (1896-1956), est un Juif aux racines en Pologne venu de l'oblast du Terek, en Tchétchénie actuelle, et sa mère, Janine Zylinska (1897-1968), est une Polonaise de confession catholique. Ses parents s'étaient installés à Nice en 1922. Selon l'acte de naissance de Jean-Pierre Mocky, son père, ancien lieutenant-colonel dans l'armée française à titre étranger, chevalier de la Légion d'honneur, est né le 9 avril 1881 à Varsovie et sa mère le 30 mai 1891 à Varsovie.
Lorsque la Seconde Guerre mondiale éclate, en 1939, la famille Mokiejewski, qui vit grâce à la fortune polonaise de sa mère, doit vendre sa villa du mont Boron à Nice ; elle s'installe à Grasse. Jean-Pierre Mocky raconte qu'en 1942, pendant l'occupation allemande, son père cherche à le protéger des persécutions contre les Juifs et souhaite l'envoyer chez son oncle, en Algérie. Jean-Pierre Mocky est trop jeune pour prendre le bateau seul. Pour le vieillir, son père aurait alors fait avancer sa date de naissance au 6 juillet 1929,,,. Il renonce finalement à ce voyage et envoie simplement son fils à la ferme. La même année, Jean-Pierre Mocky fait une première apparition au cinéma comme figurant dans Les Visiteurs du soir de Marcel Carné. Lorsqu'il est collégien, il fréquente le collège municipal de Grasse,. L'été, il travaille comme plagiste à l'hôtel Carlton à Cannes. À l'époque, ses parents sont gardiens d'une propriété. Il se marie le 14 août 1947 avec Monique Bodin qu'il avait mise enceinte mais leur union ne dure que quatre mois,. Ils ne divorceront cependant que le 29 juin 1964.

### Carrière d'acteur (1946-1958)

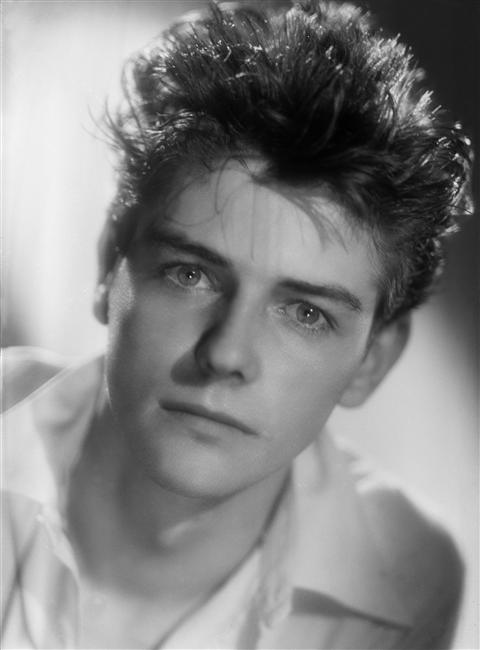
Jean-Pierre Mocky en 1948 (photo studio Harcourt).

En 1946, il interprète le rôle d'un milicien dans Vive la Liberté de Jeff Musso. Installé à Paris en 1947, il joue au cinéma comme figurant dans quelques films comme L'Homme au chapeau rond. Il gagne sa vie comme chauffeur de taxi, et rencontre, dans son véhicule l’acteur Pierre Fresnay. C'est grâce à lui qu'il décroche un premier rôle au théâtre dans Pauline ou l'Écume de la mer de Gabriel Arout. Pierre Fresnay le prend sous sa protection et le loge chez lui à Neuilly-sur-Seine,. Jean-Pierre Mocky est ensuite admis au Conservatoire national supérieur d'art dramatique où il suit les cours de Louis Jouvet. Il y rencontre Jean-Paul Belmondo avec qui il sympathise. C'est pour se différencier de Belmondo qu'il prend alors comme prénom Jean-Pierre. Il obtient un premier grand rôle au cinéma avec Le Paradis des pilotes perdus (1948).

En 1952, il rencontre Michelangelo Antonioni et joue dans Les Vaincus, qui remporte un grand succès en Italie,,. Il est alors engagé comme acteur par les studios Ponti-De Laurentiis. Il tourne en 1953 dans Le Comte de Monte-Cristo, sorti en 1954 en Italie et en 1955 en France. Il travaille ensuite comme stagiaire de Federico Fellini sur La strada (1954) et comme stagiaire de Luchino Visconti pour Senso (1954). Il joue dans de nombreux films italiens comme Graziella de Giorgio Bianchi et Les Égarés (Gli sbandati) de Francesco Maselli en 1955. En tant qu'acteur en Italie, il devient vite célèbre. Dans un entretien donné à la revue Cinéma en 1982, il explique : 

« J'avais une Ferrari, une maison sur le Tibre, je donnais des réceptions, j'avais un valet de chambre : c'était incroyable ! »

De retour en France, en 1956, il est engagé par le metteur en scène Raymond Rouleau pour jouer au théâtre de Paris avec Ingrid Bergman la pièce Thé et sympathie. Raymond Rouleau se désiste au dernier moment pour réaliser le film Les Sorcières de Salem. Il est remplacé par Jean Mercure qui renvoie Jean-Pierre Mocky de la distribution pour le remplacer par un de ses amis. Jean-Pierre Mocky porte plainte et remporte son procès. Avec les 150 000 francs qu'il a gagnés, il crée une petite maison de production pour produire La Tête contre les murs.
Il rencontre Claude Chabrol, François Truffaut et Jean-Luc Godard en 1958 et sympathise avec eux, mais bien qu'il soit de la même génération que ces cinéastes, il ne fait pas partie de la Nouvelle Vague. Il ne partage pas les indignations des critiques des Cahiers du cinéma contre l'académisme du cinéma français de l'après-guerre,.

### Premiers films (1958-1968)

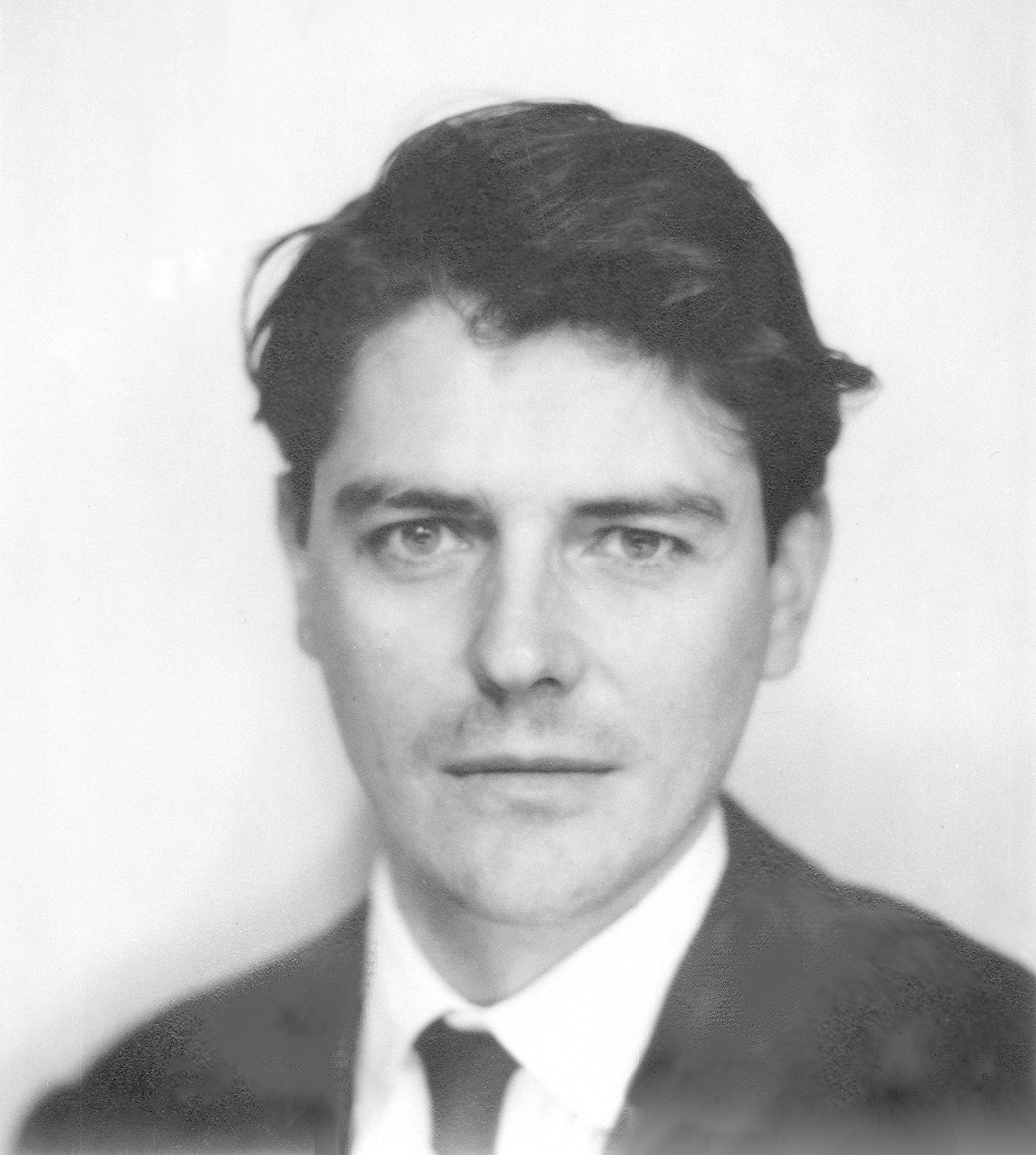
Jean-Pierre Mocky à la fin des années 1950, époque où il tourne ses premiers scénarios.

Certains membres de la famille de son père, de confession juive, sont internés dans des asiles après leur sortie des camps de concentration. Jean-Pierre Mocky a été marqué par leur témoignage et souhaite faire un film sur les asiles. Il découvre le roman d'Hervé Bazin, La Tête contre les murs et ce dernier lui cède gratuitement le droit d'adapter son livre. Il travaille sur le scénario avec François Truffaut, puis confie les dialogues à Jean-Charles Pichon. Il rassemble notamment Pierre Brasseur, Paul Meurisse, Charles Aznavour et Anouk Aimée, dont il est éperdument amoureux, mais les producteurs ne lui font pas confiance et préfèrent confier la réalisation à quelqu'un de plus expérimenté. Jean-Pierre Mocky contacte alors Alain Resnais, puis Georges Franju, qui réalisera le film,. Jean-Luc Godard, alors critique de cinéma, signe un article dans l'hebdomadaire Arts et deux articles dans les Cahiers du cinéma pour défendre le film,,. Dans le premier article, il écrit : « La Tête contre les murs est un film de fous sur les fous. C'est donc un film d'une beauté folle. » Et Godard salue à la fois le scénario de Jean-Pierre Mocky et Jean-Charles Pichon et le jeu des acteurs : « Franju ne sait peut-être pas diriger ses acteurs. Mais jamais Jean-Pierre Mocky, Anouk Aimée, Paul Meurisse, Pierre Brasseur n'ont été meilleurs, jamais leur diction n'a été plus juste. Ils ne jouent pas. Ils tremblent. » Le film est remarqué dans les festivals et remporte douze prix, mais fait très peu d'entrées (45 000).

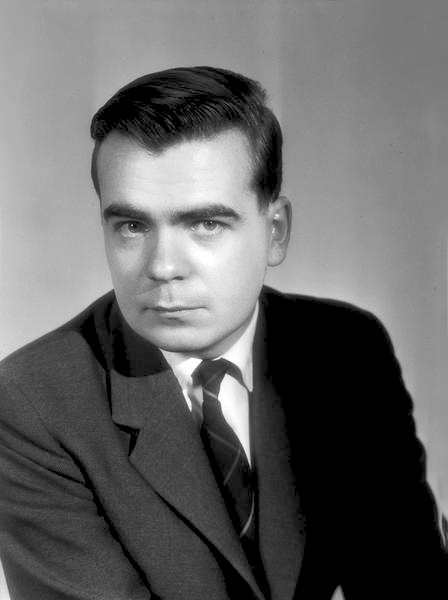
Michael Lonsdale a tourné neuf films avec Jean-Pierre Mocky dont Snobs ! (1961), La Grande Lessive (!) (1968), L'Étalon (1970) et Le Renard jaune (2012).

Après l'échec de La Tête contre les murs, Jean-Pierre Mocky réalise son premier film, Les Dragueurs en 1959. L'idée du film vient de son expérience personnelle. Il avait lui-même pris l'habitude d'aborder les filles sur l'avenue des Champs-Élysées avec quelques amis et le terme « draguer » avait été inventé par l'un d'entre eux. Il souhaite d'abord donner le premier rôle à son ami du conservatoire Jean-Paul Belmondo mais la production lui impose Jacques Charrier. Le second dragueur, Joseph, est interprété par Charles Aznavour. Au départ, il conçoit une fin pessimiste dans laquelle Freddy (Jacques Charrier) va au bordel avec une femme qui ressemble à Jeanne, la femme idéale incarnée par Anouk Aimée. Les producteurs préfèrent laisser ouvert l'avenir de ce personnage et amputent le film de cette dernière scène,,. Le film est exporté dans 63 pays et rencontre un grand succès public (1,5 million d'entrées). Le terme même de « dragueur » aurait été popularisé par le film,,. À la suite d'un désaccord avec son producteur, Joseph Lisbona, sur le partage des bénéfices des Dragueurs, il crée en 1960 sa propre société de production, Balzac films,,.
Inspiré par sa relation avec l'actrice Véronique Nordey, Jean-Pierre Mocky souhaite faire un film sur ce qui se passe dans un couple quand le désir se fait moins fort. Pour écrire Un couple (1960), Mocky se tourne vers Raymond Queneau qui introduit un esprit de dérision dans le film. Le couple est incarné par Juliette Mayniel et Jean Kosta. Mocky a du mal à trouver des distributeurs et le film tourné au début de l'année 1960 ne sort sur les écrans français qu'en janvier 1961. Il divise la critique. Queneau fait appel à ses connaissances dans Le Monde des Lettres. Françoise Sagan soutient le film dans L'Express et la revue Cahiers du cinéma lui consacre la une du numéro 115 de janvier 1961.
Finalement le film, mal distribué, ne fait que 62 000 entrées,,

Après un succès (Les Dragueurs) et un échec (Un couple), le cinéaste décide de passer pour de bon à la comédie satirique avec Snobs !. Pour ce film, tourné en mai 1961, il s'entoure de Francis Blanche, Michael Lonsdale, Élina Labourdette et Véronique Nordey. Certaines scènes doivent être coupées pour satisfaire la censure. Le film sort sur les écrans en septembre 1962 et fait peu d'entrées en France (50 000). À l'exception de quelques critiques dont Jean-Louis Bory et Michel Mardore, la presse est défavorable au film,. Dans les Cahiers du cinéma, Michel Mardore loue le sens de la démesure du film : 

« Le mérite de Jean-Pierre Mocky, c'est d'avoir prolongé cette bouffonnerie au-delà des limites permises, d'avoir oublié les convenances de l'accord tacite entre le satiriste et l'objet de la satire. Ainsi se trouve transcendé, et enfin chargé d'un pouvoir corrosif, le goût bien français, et sans grande conséquence de la hargne, de la grogne et de la rogne. »

Pour Les Vierges (1962), Jean-Pierre Mocky reprend l'idée des Dragueurs et s'intéresse cette fois-ci aux femmes. Sur les conseils de Jean Anouilh, il fait passer dans le magazine Ici Paris un appel à témoignage des femmes sur la manière dont elles ont perdu leur virginité. Parmi les 3 500 témoignages retenus, les scénaristes, parmi lesquels figure la romancière Catherine Claude, dégagent cinq catégories et chacune de ces catégories fait l'objet d'un des cinq sketches du film. Le film sort en mai 1963. Henri Gault, passé à la postérité comme critique gastronomique, signe dans Paris-Presse-L'Intransigeant un article au vitriol intitulé « On devrait coller 20 ans à Mocky ». Il lui reproche d'avoir « défloré un sujet qui n'était pas tabou sans quelques raisons,. » Un an après la sortie du film, François Truffaut, sous le pseudonyme d'Antoine Doinel, sans être enthousiaste, défend le film et plus généralement la manière de Jean-Pierre Mocky : « Comme souvent chez Mocky, on voit ici des comédiens inconnus admirablement choisis et utilisés. Enfin, une netteté d'exécution très appréciable ; il n'y a dans l'image que ce que Mocky veut y mettre et veut qu'on y voie. C'est net, dénudé, précis, direct. » Dans son entretien à la revue Midi minuit fantastique en 1967, Jean-Pierre Mocky se défend d'avoir voulu provoquer et voit au contraire Les Vierges comme un film romantique et « profondément moral »,.

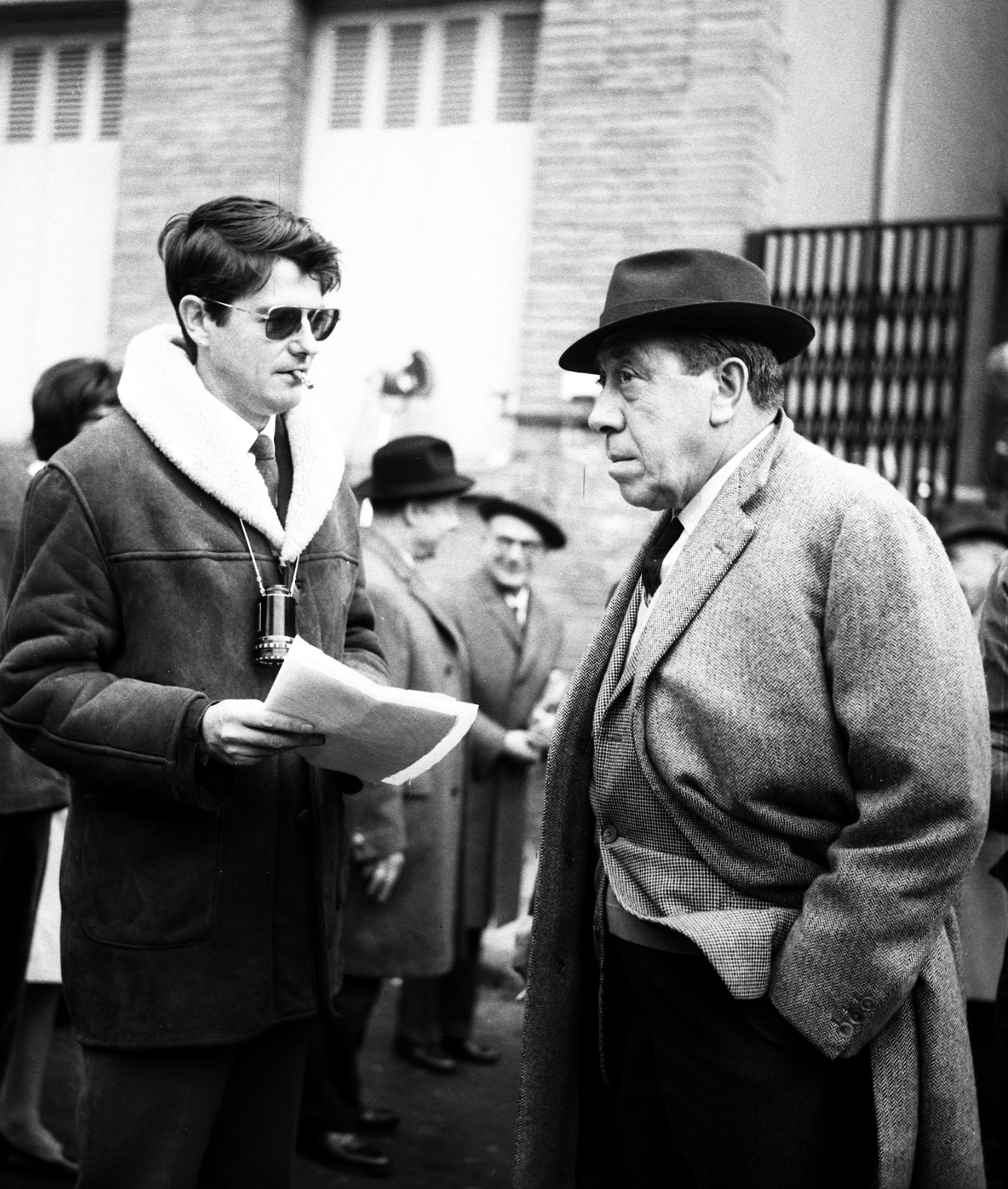
Fernandel avec Jean-Pierre Mocky dans La Bourse et la Vie (novembre 1965).

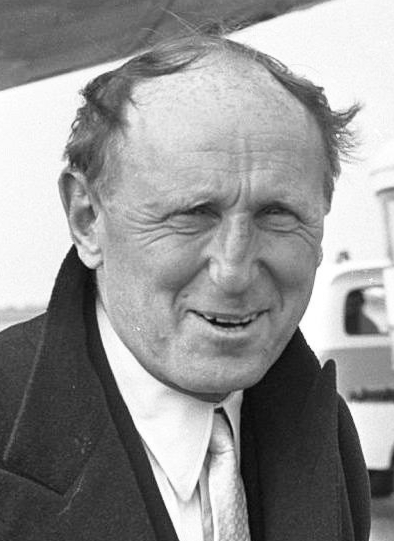
Bourvil en 1967.

À partir du roman Deo Gratias de Michel Servin, Jean-Pierre Mocky et son scénariste Alain Moury imaginent ensuite l'histoire d'un aristocrate désargenté qui, se refusant à travailler, pille les troncs des églises. Un drôle de paroissien sort sur les écrans en 1963. Mocky souhaite d'abord tourner avec Fernandel mais ce dernier refuse. Sur une suggestion de Michel Servin, il se tourne vers Bourvil. Dans un premier temps, l'entourage de Bourvil est sceptique sur cette collaboration, et décourage le comédien d'accepter la proposition. Pourtant, la proposition s'avère fructueuse, puisque Jean-Pierre Mocky et Bourvil tournent par la suite trois autres films ensemble. Bourvil accepte même d'être en participation sur le film et aide Mocky à trouver des financements. Le film rencontre un grand succès. Le film se classe six semaines consécutives dans les 3 premiers du box-office national et même no 1 le 24 septembre 1963 (Source : CNC archives-box-office.eklablog.com). Au total, on compte 2,3 millions d'entrées. Il est ensuite sélectionné au festival de Berlin et distribué en Allemagne,,.
Sur les conseils de Raymond Queneau, Jean-Pierre Mocky adapte La Cité de l'indicible peur de Jean Ray. Avec ce film, il s'essaie au genre fantastique. L'action du roman, qui se situe initialement en Écosse, est transposée à une petite ville du Cantal (à Salers). Bourvil participe à la production du film. Le distributeur ampute le film de certaines scènes et le renomme La Grande frousse. Il sort le 28 octobre 1964 mais ne rencontre pas le succès escompté (680 000 entrées). La critique est très négative et Mocky se fâche avec Bourvil et Queneau après cet échec,. En juin 1972, Mocky sort la version complète de La Cité de l'indicible peur et diffuse le film dans les ciné-clubs.
Il obtient ensuite le soutien de la Columbia pour tourner avec Fernandel. Finalement, la production lui impose aussi le comique allemand Heinz Rühmann. Avec l'écrivain Marcel Aymé, il rédige le scénario de La Bourse et la Vie. Le film fait 625 000 entrées mais Jean-Pierre Mocky n'aime pas ce film. Dans l'entretien qu'il accorde à la revue Cinéma en 1982, il juge sévèrement ce film : « C’est un film d'une dérision totale qui ne présente aucun intérêt. » Et un plus loin : « C'est vrai ! En quoi est intéressante l'histoire de deux types qui n'arrivent pas à se débarrasser de 15 millions ? ».
Les Compagnons de la marguerite sort sur les écrans en janvier 1967 et reçoit un bon accueil. Le film s'inspire des difficultés rencontrées par Mocky pour divorcer de sa première épouse. Il raconte l'histoire d'un restaurateur de manuscrits qui falsifie l'état civil pour changer de femme sans avoir à passer par une procédure de divorce et fonde une société secrète pour généraliser le procédé. On compte 520 000 entrées.
En 1967, il travaille en Angleterre sur un film intitulé Les Carrossiers de la mort. L'idée du film vient d'une conversation avec un « gentleman cambrioleur » qui volait des voitures de luxe et les revendait à l'étranger. Il avait raconté son trafic à Jean-Pierre Mocky et considérait le vol comme un art. La distribution du film comprend notamment Marlon Brando, Henry Fonda, Anthony Quinn et Orson Welles. Le projet est abandonné après la mort du producteur Cecil Tennant,.
Il se réconcilie ensuite avec Bourvil avec qui il était en froid depuis l'échec de La Grande Frousse et commence le tournage de La Grande Lessive (!), initialement intitulé Le Tube, en avril 1968. Le film narre l'histoire d'un professeur de latin nommé Saint-Just, interprété par Bourvil, qui pour lutter contre le pouvoir de la télévision décide de passer à l'action et de saboter les antennes télévisées à la sulfateuse. La distribution est complétée par Francis Blanche, Roland Dubillard, Jean Tissier et R. J. Chauffard. Le film sort sur les écrans le 15 novembre 1968 et rencontre un grand succès (2,1 millions d'entrées),,,.

### Reconnaissance (1968-1988)
Du 27 novembre au 12 décembre 1968, Henri Langlois et Bernard Martinand lui consacrent une rétrospective à la Cinémathèque française. Celle-ci constitue une étape importante dans la reconnaissance de l'œuvre de Mocky. Il y présente une copie complète de La Cité de l'indicible peur.
Mocky participa aux manifestations de Mai 68 ainsi qu'au Festival de Cannes qui se déroulait au même moment et qui fut interrompu, malgré lui. Après les événements de mai, Mocky se rend dans un bistro où un CRS avait brisé les testicules d'un jeune homme. Il y entend d'autres jeunes, venus dans le même café en hommage au même garçon, parler de poser des bombes pour aller au bout de la « révolution ». Il a alors l'idée du scénario de Solo. Le film raconte l'histoire des frères Cabral. L'un d'eux, Vincent, est violoniste sur des bateaux de croisière et vole des bijoux pour les revendre. Son petit frère, Virgile, est étudiant. Révolté par la société telle qu'elle est, il décide de passer à l'action terroriste pour « marquer les esprits ». En voulant sauver son frère, Vincent se trouve à son tour poursuivi par la police et finit par mourir,. Mocky dit que Solo est né de sa déception de mai 68. Le film est tourné en avril 1969. Néanmoins le producteur François Harispuru n'accepte de distribuer le film qu'à la condition que Jean-Pierre Mocky réalise aussi une comédie à succès à la manière d'Un drôle de paroissien. Mocky réalise alors L'Étalon. Solo sort le 27 février 1970, la critique est très positive et le film rencontre un certain succès (660 000 entrées),.
L'idée de L'Étalon vient une nouvelle fois d'une conversation entendue avec Bourvil dans un bistro. Bourvil et Mocky entendent deux femmes se plaindre du fait que leurs maris respectifs les négligent et imaginent des solutions à ce problème qui ne remettent pas en cause la pérennité du couple. Le film raconte l'histoire du vétérinaire William Chaminade, qui comprenant que les femmes sont négligées par leur mari, décide de mettre en œuvre une sorte de service pour les femmes mariées pour qu'elles puissent faire l'amour sans sentiment. William Chaminade cherche à généraliser son idée et souhaite l'étendre à toute la société. Le tournage de L'Étalon, en septembre 1969 à Cerbère, avec en figuration les habitants du village, est marqué par la maladie de Bourvil. Sorti le 13 février 1970, il déplaît fortement aux critiques mais rassemble 1,2 million de spectateurs. Dans les Cahiers du cinéma, Jacques Aumont déplore le manque d'audace du film.
Dans l'esprit de Solo, Mocky réalise L'Albatros en 1971. Le film est inspiré par une autre anecdote. Lors d'une manifestation contre Habib Bourguiba, son scénariste, Alain Moury, s'est fait tabasser par les policiers et incarcérer après avoir lui-même tapé un membre des forces de l’ordre en retour. L'Albatros raconte l'histoire d'un homme qui s'est retrouvé en prison pour avoir tué un policier dans des conditions similaires. L'homme s'évade de prison en pleine campagne électorale et kidnappe la fille de l'un des deux candidats,. Après avoir fait appel à Georges Moustaki pour Solo, Mocky demande à Léo Ferré de composer la musique du film. La critique réserve un bon accueil au film et le public répond présent. Dans Le Nouvel Observateur, Jean-Louis Bory s'enthousiasme pour le romantisme du film qu'il qualifie de « Hernani de la contestation moderne ». Le film rassemble 570 000 spectateurs.
En 1973, il rencontre André Ruellan et collabore avec lui sur le scénario de L'Ombre d'une chance. Ensemble, ils écriront au total une vingtaine de scénarios. Le film raconte l'histoire de Mathias, un brocanteur un peu bohème et de son fils, qu'il a eu à l'âge de quatorze ans. Mocky inverse le conflit de générations en faisant du fils un étudiant rangé, plutôt du côté de l'ordre, et en donnant au père la personnalité d'un marginal libertaire qui n'hésite pas à enfreindre la loi et à se jouer des huissiers qui viennent lui rendre visite. Le tournage débute en juillet 1973 et le film sort sur les écrans en février 1974. Le critique André Cornand rapproche ce film de Solo et de L'Albatros. Dans les trois films, le héros, interprété par Mocky lui-même, est un marginal traqué par la police ou la justice, aimé d'une jeune femme et que le scénario mène à une mort inévitable.
Jean-Pierre Mocky continue de tourner très vite. Toujours en 1974, dans Un linceul n'a pas de poches, il se donne le rôle d'un journaliste qui lutte seul contre la pourriture du système. Le film ne remporte pas un grand succès (250 000 entrées),.
Dans L'Ibis rouge, il engage Michel Simon aux côtés de Michel Galabru et Michel Serrault. Michel Simon est malade et n'a plus beaucoup l'occasion de tourner. Il meurt une semaine après la sortie du film en mai 1975,.
Il poursuit avec Le Roi des bricoleurs, une comédie loufoque avec Sim, Michel Serrault et Pierre Bolo. Sorti en février 1977, le film ne fait que 144 000 entrées,.
Avant la sortie en mars 1978 du film La Zizanie, Mocky attaque la production au tribunal pour plagiat. Mocky avait auparavant proposé à Louis de Funès un projet baptisé Le Boucan, dont le scénario ressemblait à celui de La Zizanie. Mocky gagne le procès et est indemnisé à hauteur de 250 000 francs, mais il y perd alors le soutien de la profession, l'industrie du cinéma n'acceptant pas qu'on aille devant les tribunaux..
Mocky revient à un sujet plus sérieux avec Le Témoin, qui raconte l'histoire d'un homme condamné à mort à la suite d'une erreur judiciaire. Tournée avec l'acteur italien Alberto Sordi, le film, sorti en septembre 1978, remporte un succès en France, mais aussi en Italie (400 000 entrées),,.
Enfin, Mocky clôt la décennie en renouant avec le romantisme révolutionnaire de Solo et de L'Albatros dans Le Piège à cons. Il y interprète le rôle d'un ancien soixante-huitard qui rentre en France après des années d'exil forcé et se retrouve à nouveau entraîné dans la lutte contre un « système corrompu ». Le film, sorti en octobre 1979, est mal compris et ne plaît pas au public (75 000 entrées),.

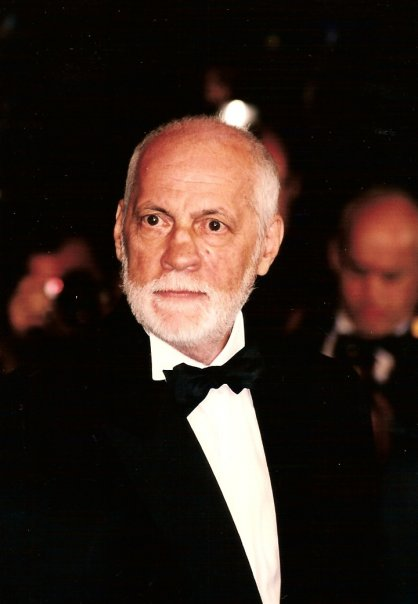
Michel Serrault est l'un des acteurs fétiches de Jean-Pierre Mocky. Il a tourné onze films avec lui dont À mort l'arbitre (1983) et Le Miraculé (1986).

Au début des années 1980, Jean-Pierre Mocky revient au cinéma fantastique, genre qu'il avait déjà abordé avec La Cité de l'indicible peur, avec Litan : La Cité des spectres verts (1982). Le film obtient le prix de la critique au festival international du film fantastique d'Avoriaz mais n'est pas un succès. Après cet échec, il réalise en quatre mois Y a-t-il un Français dans la salle ?, un film adapté du roman éponyme de Frédéric Dard. Dans les Cahiers du cinéma, Olivier Assayas voit dans ce film un second souffle dans la carrière de Mocky après un essoufflement dans la seconde moitié des années 1970 et Jean-Pierre Mocky retrouve un public nombreux (800 000 entrées).
Bien que leurs genres cinématographiques soient aux antipodes, Jean-Luc Godard et Jean-Pierre Mocky s'apprécient et le premier propose au second de jouer le rôle de l'oncle dans Prénom Carmen (1983). Malheureusement, après avoir vu les premiers rushes, l'actrice principale, Isabelle Adjani, décide de quitter le film. Le tournage est alors reporté de quelques mois et Jean-Pierre Mocky n'est alors plus disponible. Finalement, il fait une brève apparition dans le film en jouant un malade sur un lit d'hôpital qui s'écrie « Y a-t-il un Français dans la salle ? » en référence au titre de son dernier film et Godard joue lui-même le rôle de l'oncle. Godard lui propose un nouveau rôle en février 1986 dans Grandeur et décadence d'un petit commerce de cinéma, un film de commande réalisé pour la télévision. Mocky y joue le rôle d'un producteur de cinéma et partage l'affiche avec Jean-Pierre Léaud qui joue un personnage de réalisateur. Le film est diffusé sur TF1 le 24 mai 1986. En retour, Jean-Pierre Mocky propose à Jean-Luc Godard de jouer dans l'un de ses films, Noir comme un souvenir (1995), mais la proposition n'aboutit pas.
Avec À mort l'arbitre (1984) adapté d'un roman d'Alfred Draper, Jean-Pierre Mocky dénonce, un an avant le drame du Heysel, la bêtise de certains supporters fanatiques de football. Dans Libération, le critique Serge Daney défend le film avec vigueur : « À mort l'arbitre est le 22e film de Mocky en 25 ans. C'est la 22e preuve que Mocky est décidément l'un des bons cinéastes français et, de loin, le meilleur cinéaste français d'origine polono-russe. » Après avoir rassemblé 360 000 spectateurs en salles, le film connaît deux ans plus tard un grand succès à la télévision avec 17 millions de téléspectateurs,.
Jean-Pierre Mocky poursuit dans la veine loufoque avec une comédie satirique sur le pèlerinage de Lourdes, intitulée Le Miraculé (1987). Il y raconte l'histoire d'un faux handicapé (Jean Poiret) poursuivi par un assureur muet (Michel Serrault) qui cherche à démasquer l'usurpateur. Le film remporte un grand succès public avec 820 000 entrées,,. Le cinéaste enchaîne ensuite avec un film noir, Agent trouble (1987), dans lequel il s'amuse à donner à Catherine Deneuve un rôle inhabituel de vieille fille. Le film, sorti à l'été 1987, rassemble 630 000 spectateurs,. Il signe ensuite une comédie rabelaisienne, Les Saisons du plaisir, qui plaît de nouveau au public (770 000 entrées),. Alors qu'il est à la fois soutenu par la critique et extrêmement populaire, il rencontre un échec retentissant avec Une nuit à l'Assemblée nationale. Le scénario écrit avec l'écrivain Patrick Rambaud raconte l'histoire d'un naturiste qui découvre un trafic au plus haut niveau de l'État dans l'attribution de la légion d'honneur. Sorti entre les deux tours des élections législatives, le 8 juin 1988, le film est boycotté par la presse et ne rassemble que 78 000 spectateurs,.

### Mocky underground (1988-2019)

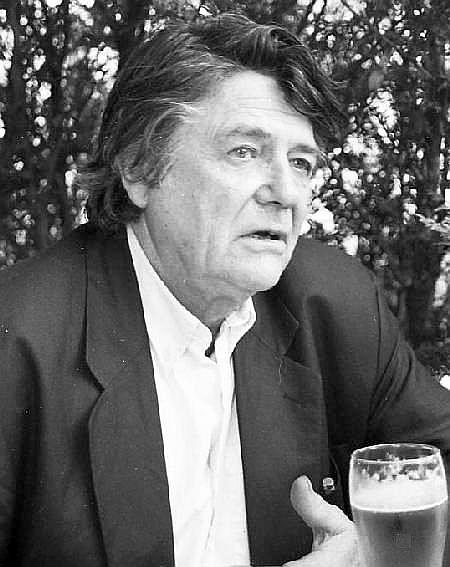
Jean-Pierre Mocky en 1995.

Après l'échec d'Une nuit à l'Assemblée nationale, Jean-Pierre Mocky fait un seul film avec quelques vedettes, comme Serrault, Claude Jade et Marie-Christine Barrault (Bonsoir) et devient « underground » selon l'expression qu'il emploie lui-même dans Le Monde en 1999. Le public ne le suit plus : moins de 10 000 entrées pour Bonsoir (1994), 13 700 entrées pour Alliance cherche doigt (1997), 27 000 entrées pour Robin des mers (1997) et 6 200 entrées pour Vidange (1998). La critique aussi devient de plus en plus sévère. Après la sortie de Alliance cherche doigt (1997), le critique Olivier Séguret parle d'un film bâclé et regrette le temps où Mocky réalisait La Cité de l'indicible peur ou L'Ibis rouge.
Deux films rencontrent un écho plus favorable au cours des années 1990, Ville à vendre (1992) avec 155 000 entrées et Noir comme le souvenir (1995) avec 83 000 entrées. Le premier raconte l'histoire de laboratoires pharmaceutiques qui recrutent des cobayes dans des villes particulièrement touchées par le chômage pour tester leurs médicaments. Le film sort sur les écrans en février 1992. Le film, pourtant coproduit par TF1, n'est diffusé à la télévision que quatre ans après sa production,. Noir comme le souvenir avec Sabine Azéma, Jane Birkin et Jean-François Stévenin raconte l'histoire d'un couple séparé que leur fille disparue dix-sept ans plus tôt revient hanter. Pour une fois, la critique est un peu moins dure. Édouard Waintrop notamment défend le film dans Libération,.
En 1991, il tourne pour la télévision les trois premiers épisodes de la série Myster Mocky présente. Cette série, poursuivie en 2008 et 2009 pour la chaîne 13e rue, est adaptée de nouvelles d'Alfred Hitchcock.

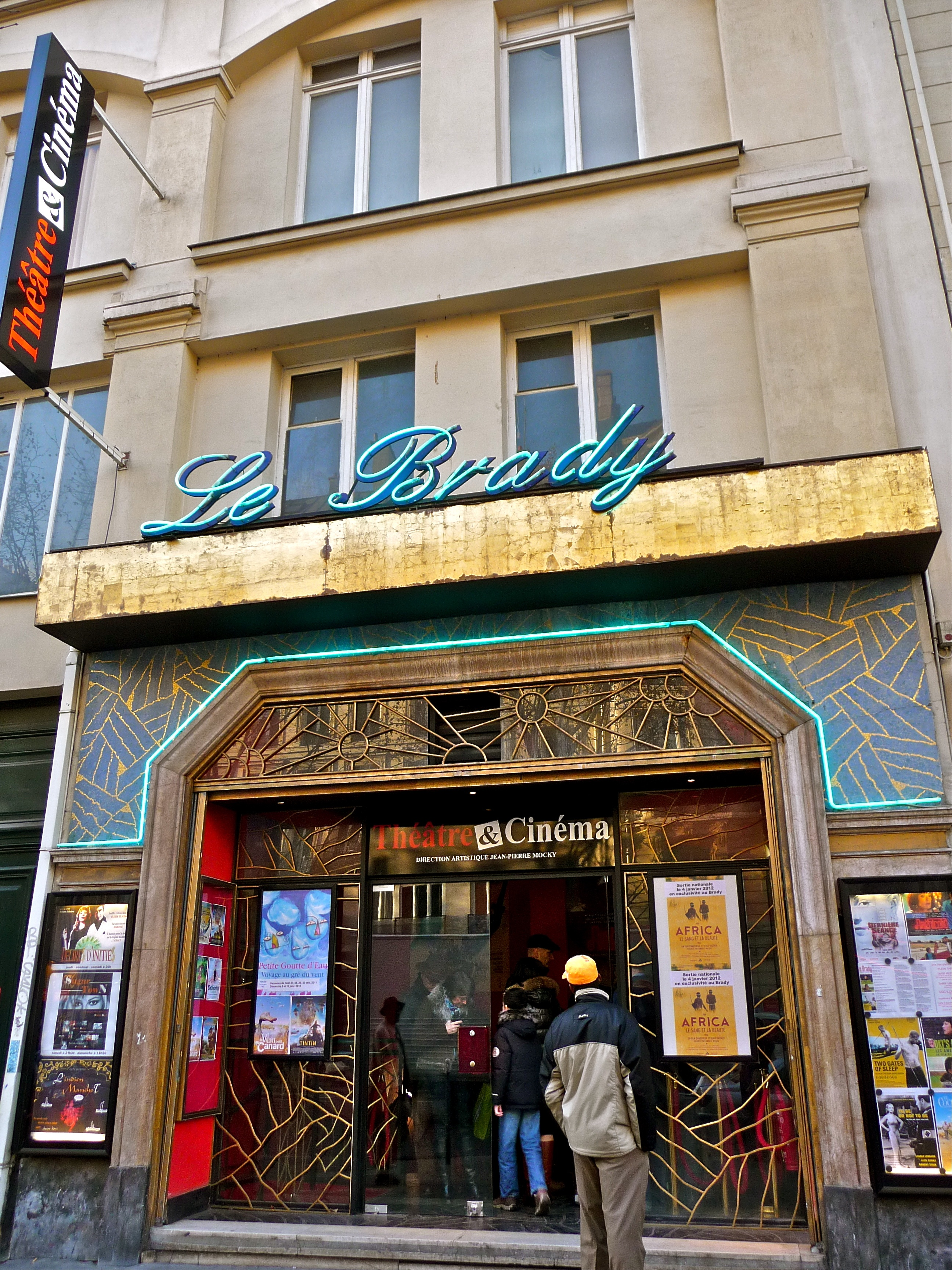
Le Brady, cinéma parisien acheté par Jean-Pierre Mocky en 1994 pour y diffuser ses films et revendu en 2011.

Pour assurer la diffusion de ses films, il a fait l'acquisition d'une salle de cinéma parisienne en août 1994, Le Brady,,. Pour Mocky, c'est un vieux rêve d'indépendance qu'il réalise. Dès 1982, il déclarait à la revue Cinéma son souhait d'acheter sa propre salle pour être totalement indépendant : 

« C'est la raison pour laquelle j'envisage d'acheter un cinéma et d'y projeter mes films. Si j'avais la possibilité financière d'acheter une salle et, en même temps, celle de réaliser mes films, j'arrêterais purement et simplement tout contact avec l'extérieur. Je m'enfermerais dans une tour d'ivoire et produirais des films uniquement destinés à cette salle. »

Après leur collaboration au cours des années 1980, Jean-Luc Godard et Jean-Pierre Mocky ont de nouveau envie de travailler ensemble. Le premier souhaite offrir au second le rôle principal dans Éloge de l'amour avec Françoise Fabian mais Mocky et Godard se brouillent. Dans sa biographie de Godard, Antoine de Baecque raconte que Mocky reprocha à Godard d'avoir accepté en février 1998 un César d'honneur alors que dans son entretien à la Lettre du cinéma, Mocky explique qu'ils se sont brouillés parce qu'ils ont voulu monter un projet annexe pour financer le film et que Godard lui aurait reproché de l'avoir annoncé à la presse sans son accord.

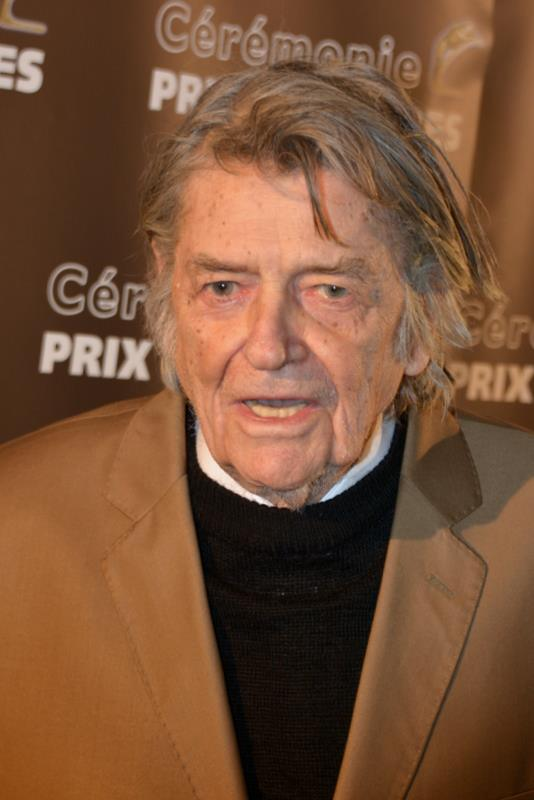
Jean-Pierre Mocky le 2 février 2015, lors de la 20e cérémonie des prix Lumières.

La carrière de Jean-Pierre Mocky va devenir beaucoup plus difficile à partir du tournage d'un film dénonçant les réseaux pédophiles. Les Ballets écarlates (2004), dans lequel Jean-Pierre Mocky raconte l'histoire d'une mère à la recherche de son enfant qui découvre un réseau d'exploitation sexuelle d'enfants au service d'hommes riches et puissants qui bénéficient de la protection des magistrats et des hommes politiques qui font ralentir les enquêtes et taire la presse.
Infatigable, il continue de tourner à un rythme élevé mais ses films qui sont de plus en plus engagés contre le pouvoir politique et médiatique ne sont pratiquement plus distribués.
Son film Touristes, Oh yes (2004), n'obtient aucune distribution en salle. 13 French Street (2007), adapté d'un roman de Gil Brewer avec Bruno Solo, Thierry Frémont et Tom Novembre est mal accueilli par la critique et ne rassemble que quatre mille spectateurs,.
Seule exception dans cette décennie, le mini-succès (57 000 entrées) du Furet (2003), adapté du roman Un furet dans le métro de Lou Cameron, avec Michel Serrault et Jacques Villeret. Mais le succès est de courte durée. En 2005, lorsque Mocky travaille à nouveau avec Michel Serrault dans Grabuges, le succès n'est plus au rendez-vous (13 204 entrées) malgré le soutien de certains critiques comme Jacques Mandelbaum,,.
De 2007 à 2010, Jean-Pierre Mocky travaille pour la télévision. Il réalise d'abord Le Deal (2007), un téléfilm, pour la chaîne de télévision 13e rue. Lors de la diffusion du film sur 13e rue, le 13 mars 2007, le film rassemble 183 000 téléspectateurs puis 3 900 spectateurs lors de son exploitation en salle. Dans Le Monde, Jacques Mandelbaum, souvent bienveillant avec Mocky, y voit un film raté. La collaboration avec 13e rue se poursuit avec la série intitulée « Myster Mocky présente ». Cette série, commencée en 1991 avec trois épisodes, est adaptée de nouvelles écrites par Alfred Hitchcock dont il a acheté les droits. Entre 2007 et 2009, il réalise vingt-quatre nouveaux épisodes de 26 minutes chacun. Enfin, il réalise un téléfilm intitulé Colère (2010) pour la chaîne de télévision française France 2. Le film, diffusé le 16 juillet 2010, rassemble 4 millions de téléspectateurs.

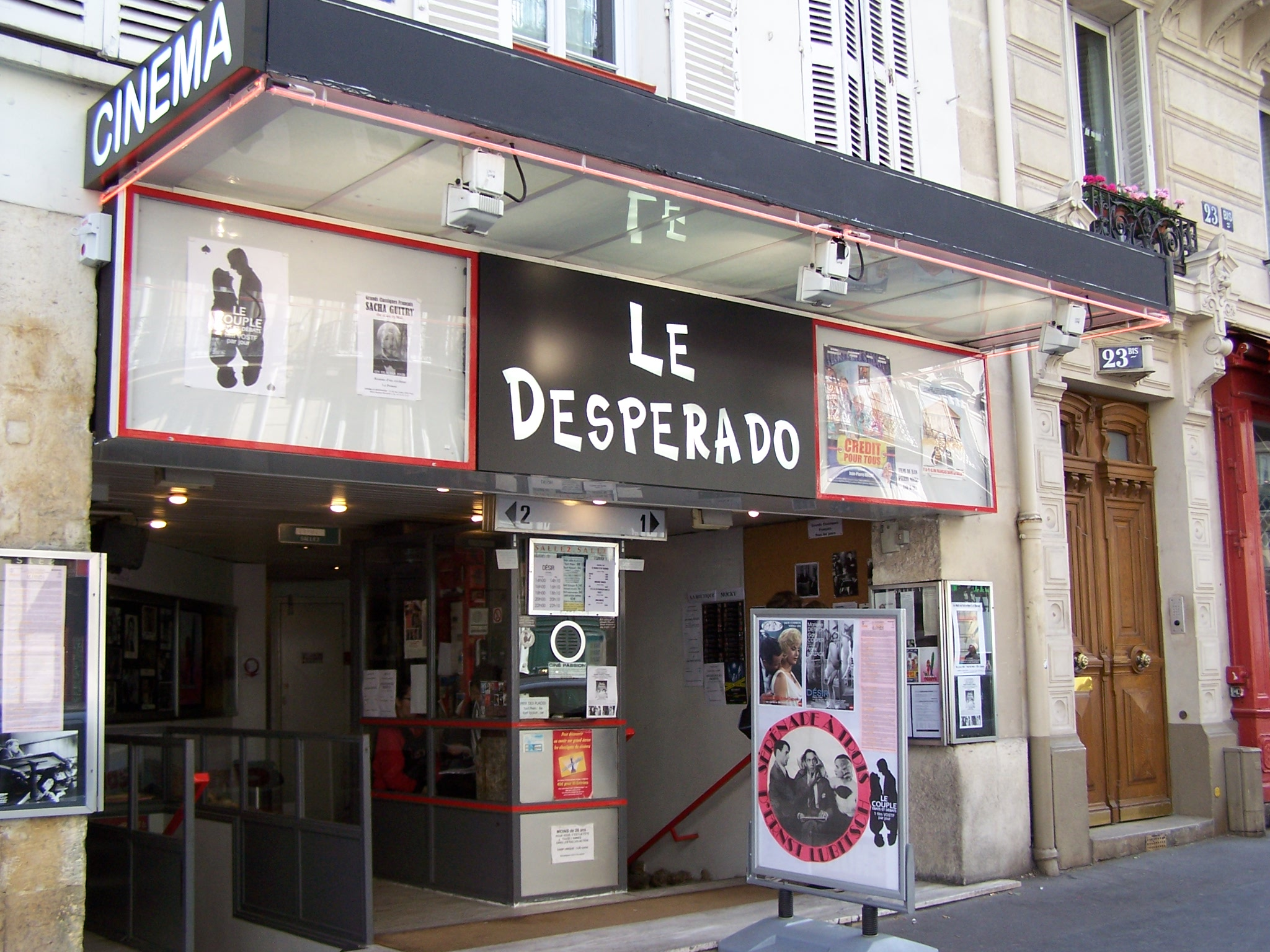
En 2011, Jean-Pierre Mocky achète la salle de cinéma parisienne Le Desperado pour y diffuser ses films.

Après ce passage pour la télévision, Jean-Pierre Mocky revient au cinéma et enchaîne les tournages. Il réalise coup sur coup Les Insomniaques (2011), Dossier Toroto (2011) et Crédit pour tous (2011).
Ne parvenant pas à faire diffuser ses films dans les circuits classiques, Jean-Pierre Mocky les diffuse dans son propre cinéma. En 2011, il revend sa salle de cinéma Le Brady et rachète l'Action Écoles dans le Quartier latin à Paris qu'il rebaptise Le Desperado. C'est dans cette salle qu'il diffuse ses nouveaux comme ses anciens films aux côtés des classiques du cinéma français et américain habituellement diffusés dans cette salle,.
En novembre 2012, le Festival du film de Belfort - Entrevues lui rend hommage avec une rétrospective incluant une quinzaine de films,.
En 2015, il réalise trois courts métrages avec Gérard Depardieu comme acteur principal : Agafia et Le Rustre et le Juge d'après des nouvelles d'Anton Tchekhov et Le Magicien et les Siamois. Dans le premier film, Pierre Richard accompagne Gérard Depardieu, dans le deuxième, c'est Philippe Duquesne et dans le dernier, c'est Guillaume Delaunay.

### Vie privée
Dans ses mémoires M. le Mocky (2001), Jean-Pierre Mocky est très évasif et ne raconte que certains détails. On sait qu'âgé de 17 ans (13 ans selon ses dires, et 18 ans selon la réalité prouvée par l'état civil) et ayant mis une jeune fille, Monique Bodin, enceinte, il dut l'épouser. Elle donna naissance à ses deux fils, Frédéric et Marc Mokiejewski, mais le mariage ne dura que quelques mois,. Toutefois, son acte de naissance disponible en ligne indique, en mentions marginales, qu'il s'est marié à Nice le 14 août 1947 avec Monique Léontine Lucienne Bodin (1926-2003) et que ce mariage a été dissous par un jugement du tribunal de grande instance de la Seine du 29 juin 1964.
On sait aussi qu'il a longtemps vécu avec l'actrice Véronique Nordey, qu'il a épousée à Paris 14e le 6 mars 1967, avec laquelle il a eu un fils, le metteur en scène Stanislas Nordey, né en 1966,,.
En épousant le mannequin Marysa (Marisa) Muxen, il est devenu le père de sa fille, Olivia Mokiejewski, réalisatrice de documentaires.
De 2000 à 2017, il a partagé la vie de Patricia Barzyk.
En 2005, il affirme dans une interview être le père de dix-sept enfants, mais n'en aurait en réalité que ces quatre. Dans le Who's Who in France 2000, il est indiqué qu'il est père de 6 enfants : Frédéric, Marc, Stanislas, Olivia, Vincente et Vittorio.
Les ouvrages qui lui sont consacrés s'intéressent essentiellement à son œuvre, à l'exception de l'autobiographie Mocky soit qui mal y pense (2016), dans laquelle il se livre abondamment sur sa vie sexuelle et sentimentale.

### Mort
Jean-Pierre Mocky meurt chez lui à Paris 7e le 8 août 2019. C'est sa famille qui annonce sa mort dans un communiqué à l'AFP. Ses obsèques religieuses sont célébrées en l'église Saint-Sulpice de Paris en présence notamment de Michael Lonsdale, Dominique Lavanant, Daniel Russo, Benoît Magimel et du ministre Franck Riester. Il est inhumé au cimetière du Prieuré-Noir de Saint-Prix (Val-d'Oise) dans le caveau familial avec ses parents.
Il avait deux projets de longs métrages en cours, l'un sur les gilets jaunes, qui devait être son prochain film, et l'autre sur la campagne d’Emmanuel Macron.

## Analyse de l’œuvre

### Méthodes de travail
Mocky est à la fois metteur en scène, interprète, scénariste, monteur, producteur et distributeur. Il contrôle ainsi ou cherche à contrôler l'ensemble du processus de production d'un film.
Très tôt dans sa carrière, Mocky comprend que pour garantir son indépendance, il doit avoir sa propre société de production.
Il fonde ainsi dès 1960 sa société de production, Balzac films,. En octobre 1974, il ferme sa société pour créer M. Films et en 1986, il fonde la société Koala Films. La recherche de l'indépendance le pousse aussi à privilégier des films à budget modeste.
Mocky tourne généralement ses films très rapidement. Par exemple, Le Glandeur a été tourné en douze jours, Agent trouble en dix-neuf jours. Dans son entretien à la Lettre du cinéma, il explique : « La création, c'est quelque chose qui surgit, un peintre ne s'arrête pas de peindre à chaque coup de pinceau, un musicien ne s'interrompt pas de composer après chaque note. » Et dans le même entretien : « La rapidité, c'est prendre le risque que la qualité soit dans le défaut. »
S'il tourne rapidement avec des budgets modestes, il reste particulièrement attentif à la technique. Il travaille généralement avec des chefs opérateurs reconnus comme Eugen Schüfftan, Edmond Richard, Henri Alekan, William Lubtchansky, Marcel Weiss ou encore L.H. Burel. Contrairement à ses contemporains de la Nouvelle Vague, il reste très classique en matière de technique et s'inspire, notamment par le choix de ses chefs opérateurs, du cinéma des années 1930 et 1940. De même, alors que certains de ses contemporains explorent les possibilités du son direct, Mocky préfère avoir recours à la post-synchronisation des dialogues, ce qui lui permet de tourner vite et d'avoir une bonne qualité de son.
Mocky s'occupe généralement lui-même des décors de ses films.
Sa mise en scène peut être qualifiée de sobre et d'efficace. Dans son analyse, André Cornand explique : « La caméra de Jean-Pierre Mocky est éminemment fonctionnelle. Son utilisation, essentiellement narrative, à base de plans fixes et de panoramiques latéraux, n'a souvent d'autre but que de suivre un sujet en déplacement. Rare est l'usage du travelling, sinon lorsque la caméra est à bord d'une voiture, du zoom, ainsi que des objectifs à longs foyers ; en revanche, la courte focale est couramment employée ».
Mocky a appris à monter ses films avec Marguerite Renoir, la femme de Jean Renoir, qui a travaillé avec lui sur Snobs !, Un drôle de paroissien, La Cité de l'indicible peur, Les Compagnons de la Marguerite, La Grande Lessive (!), L'Étalon, Solo et Chut !. Après son départ, il a continué à travailler seul au montage.
Mocky cherche dans la mesure du possible à contrôler la distribution en salle de ses films. Ainsi, il fait en 1994 l'acquisition d'une salle de cinéma parisienne, Le Brady, ce qui lui permet de diffuser ses films sans passer par les grands groupes de distribution. Son souci d'indépendance l'amène à réfléchir à de nouveaux moyens de diffusion de ses films. Ainsi, dès 2000, dans son entretien à la Lettre du cinéma, il envisage la possibilité de numériser ses films et de les rendre disponibles par internet.

### Thématiques
Dans un esprit libertaire, Mocky représente souvent la corruption des élites et du pouvoir (Snobs !, L'Albatros, Agent trouble, Une nuit à l'Assemblée nationale ou encore Vidange). Dans Agent trouble, il dénonce la collusion entre la raison d'état et des organismes mafieux.
La bêtise humaine est aussi un thème récurrent chez Mocky. Dans La Grande Lessive (!), le personnage principal lutte contre l'abrutissement du peuple par la télévision. Plus tard, dans À mort l'arbitre, Mocky dénonce la bêtise des supporteurs de football.
L'Église catholique est régulièrement l'objet de la satire de Mocky. On la trouve dans Snobs ! (1962) avec le personnage de l'évêque. Elle est au centre d'Un drôle de paroissien (1963) qui raconte l'histoire d'un catholique fervent qui, refusant de travailler, entreprend de piller les troncs des églises. Enfin, on la retrouve dans Le Miraculé (1987) avec la dénonciation du commerce de l'Église autour du pèlerinage de Lourdes. René Prédal souligne qu'en général, c'est plus l'institution religieuse qui est visée que la croyance elle-même,.
Le critique André Cornand souligne que Mocky montre souvent des femmes décomplexées par rapport à la sexualité et affichant nettement leur désir. Ainsi dans le premier sketch des Vierges, l'héroïne cherche délibérément à perdre sa virginité et dans le troisième sketch, l'héroïne ruse pour perdre sa virginité avec son amant plutôt qu'avec son futur époux. Dans L'Étalon, le vétérinaire William Cheminade s'inquiète de voir que les femmes mariées sont sexuellement insatisfaites et met sur pied une sorte de service public pour les satisfaire. Enfin, dans L'Ombre d'une chance, Odile meurt d'envie de faire l'amour avec Mathias et se plaint du manque de désir de Michel,.

### Personnages
On trouve souvent dans l'œuvre de Jean-Pierre Mocky des révolutionnaires malicieux qui tentent de changer la société par des moyens non violents. Dans Les Compagnons de la Marguerite, Matouzec veut généraliser les falsifications d'état civil pour faciliter le divorce dans l'ensemble de la société. Dans La Grande lessive (!), Saint-Just (Bourvil) veut libérer la population de l'emprise de la télévision. Dans L'Étalon, William Cheminade (Bourvil) veut étendre à l'ensemble de la société son service d'étalon pour femmes mariées. Tous ces personnages sont des utopistes,.
Dans Solo, L'Albatros, L'Ombre d'une chance et Le Piège à cons, Mocky incarne quatre héros romantiques. Tous finissent par choisir la mort au nom d'un certain respect de leur morale personnelle. Ainsi, dans Solo, Vincent Cabral se sacrifie pour sauver son frère. Dans L'Albatros, Stef Tassel se sacrifie pour que Paula échappe à la prison et dans L'Ombre d'une chance, Mathias meurt parce qu'il ne se résout pas à accepter l'amour d'Odile. Mocky définit lui-même ses héros comme des romantiques : « À la fin de Solo comme de L'Albatros, le héros meurt : c'est la fatalité du héros romantique, qu'il soit en lutte contre la tyrannie du XIXe siècle ou contre la bourgeoisie du XXe ». De même, Jean-Louis Bory, dans sa critique de L'Albatros compare Stef Tassel au personnage d'Hernani.
Les films de Mocky sont peuplés de personnages de second plan au caractère monstrueux et délirant.

### Acteurs
Mocky prête aussi bien attention aux premiers qu'aux petits rôles. On retrouve dans de nombreux films de Mocky certains acteurs remarquables par leur « trogne », parmi lesquels Jean-Claude Rémoleux (douze films), Jean Abeillé (trente-sept films), Antoine Mayor (seize films), Marcel Pérès (huit films), Dominique Zardi (quarante et un films), Henri Attal (quinze films), Roger Legris (sept films), Rudy Lenoir (quatorze films) ou encore Noël Roquevert. Ces acteurs forment le « Mocky circus ». Mocky a ainsi donné à Jean-Claude Rémoleux le rôle de l'inspecteur Bartin dans Un drôle de paroissien, qui passe son temps à chanter Marinella dans La Grande lessive (!) ou encore le rôle d'un député s'exprimant par borborygmes dans L'Étalon.
Ce goût pour les « têtes » lui vient de Visconti qui préférait recruter des têtes marquantes croisées dans la rue que des acteurs confirmés pour certains seconds rôles. C'est aussi quelque chose qu'il apprécie dans le cinéma de Jean Renoir. Dans un bref hommage au cinéaste dans le journal L'Humanité, il écrit : « Ce que j'ai aimé en lui, outre le cinéaste, c'est l'auteur et son engagement politique en faveur des plus démunis. Puis l'amour des seconds rôles (Carette, Dalio,Toutain et ceux d'avant-guerre). Des gueules ! Comme il en reste peu ».
Mocky travaille aussi avec des acteurs reconnus mais il s'ingénie alors à leur donner des rôles à contre-emploi. Alors que Bourvil était habitué des rôles qui soulignaient son côté benêt et gentil, Mocky lui offre des rôles beaucoup plus subversifs. Bourvil joue alors un pilleur de tronc dans Un drôle de paroissien, un professeur révolté qui sabote les antennes de télévision dans La Grande lessive (!) et enfin un vétérinaire malicieux qui propose de satisfaire les femmes délaissées par leurs maris dans L'Étalon,. Toujours dans cette logique du contre-emploi, il s'amuse dans La Grande Lessive (!), après avoir donné le rôle de l'intellectuel à Bourvil, à donner à l'écrivain Roland Dubillard le rôle d'un professeur de sport.
De même, quand il tourne avec Catherine Deneuve dans Agent trouble, il lui donne un rôle de vieille fille et lui met une perruque, de sorte que son rôle est à l'opposé des rôles habituels de l'actrice et qu'elle en devient presque méconnaissable,.
Bonsoir donne à Claude Jade, toujours la jeune fille sage, un contre-emploi : le rôle d'une lesbienne honteuse et querelleuse. Dans son livre La Cinémathique des muses Ludovic Maubreuil écrit : « Dans l'assez réjouissant Bonsoir, Jean-Pierre Mocky s'amusera d'ailleurs de ces décennies d'amours contrariées et de figures paternelles entravantes, en inversant de manière systématique, et donc désopilante, les polarités sexuelles : le réalisateur iconoclaste y change Claude Jade en lesbienne devant justifier ses penchants devant sa sœur et sa tante, celles-ci l'ayant prise en flagrant délit de commerce avec une prostituée ».

### Esthétique
Pour François Bégaudeau, l'esthétique de Jean-Pierre Mocky est à l'opposé du réalisme. Mocky cherche toujours à grossir le trait des personnages et des situations plutôt que de les rendre vraisemblables : « […] il est hors de question de faire croire à ses propres fables. Sinon la joie de la fabulation ne se sentirait plus. Il faut qu'un mensonge soit mauvais, et qu'il se voie, car ses simagrées seules amusent Mocky — d'où les hénaurmités. » À travers le jeu des acteurs, les décors où les artifices dont se parent les acteurs (fausses moustaches, perruques, etc.), il cherche avant tout à renforcer l'impression de « théâtre » : « Chez Mocky, ça joue mal parce que ça ne veut pas gommer le jeu. »
Pour ses musiques de film auxquelles il apporte un soin particulier tant elles font partie intégrante de son esthétique, Jean-Pierre Mocky fait souvent appel aux plus grands compositeurs du moment, travaillant avec eux en étroite collaboration : Joseph Kosma pour Snobs ! et Un drôle de paroissien, Gérard Calvi pour La Cité de l'indicible peur ou Les Compagnons de la marguerite, François de Roubaix pour La Grande Lessive (!), Vladimir Cosma pour Le Bénévole ou Maurice Jarre Les Dragueurs.

### Influences
Dans un entretien avec Véronique Rossignol sur sa cinémathèque personnelle pour la bibliothèque du film, Mocky cite d'abord les films américains des années 1930 et 1940 sur le thème de la corruption et notamment Les Anges aux figures sales (1938) de Michael Curtiz, L'enfer est à lui (1949) de Raoul Walsh et les films de Frank Capra, Monsieur Smith au Sénat (1939) et L'Extravagant Mr. Deeds (1936). Il cite aussi les Marx Brothers (Une nuit à l'opéra, 1935). Il cite aussi Alfred Hitchcock, dont il a adapté des nouvelles dans la série « Myster Mocky présente » (L'Ombre d'un doute, 1943), et Orson Welles (La Soif du mal, 1958).

## Filmographie

### Assistant-réalisateur
- 1954 : La Comtesse aux pieds nus (The Barefoot Contessa) de Joseph L. Mankiewicz

### Réalisateur (avec présence éventuelle dans le film)

#### Courts métrages
- 1988 : Nice is Nice
- 2012 : Chapeau et Au-delà des grilles (collection Histoires courtes)
- 2014 : La Cerise et Fais-moi une offre (collection Histoires courtes)
- 2015 : Agafia, le Rustre et le Juge et Le Magicien et les Siamois (collection Histoires courtes)

#### Longs métrages
- 1959 : Les Dragueurs
- 1960 : Un couple (avec apparition : le voyeur ; et voix du récitant)
- 1961 : Snobs ! (avec apparition : un maquignon)
- 1962 : Les Vierges
- 1963 : Un drôle de paroissien (avec apparition : le clochard au landau)
- 1964 : La Grande Frousse, film renommé La Cité de l'indicible peur
- 1965 : La Bourse et la Vie
- 1967 : Les Compagnons de la marguerite (avec apparition : l'homme aux lunettes foncées)
- 1968 : La Grande Lessive (!)
- 1970 : L'Étalon
- 1970 : Solo (et rôle de Vincent Cabral)
- 1971 : L'Albatros (et rôle de Stef Tassel)
- 1972 : Chut !
- 1973 : L'Ombre d'une chance (et rôle de Mathias Caral)
- 1974 : Un linceul n'a pas de poches (et rôle de Michel Dolannes)
- 1975 : L'Ibis rouge (et voix du journaliste à la radio)
- 1976 : Le Roi des bricoleurs
- 1978 : Le Témoin
- 1979 : Le Piège à cons (et rôle de Michel Rayan)
- 1982 : Litan : La Cité des spectres verts (et rôle de Jock)
- 1982 : Y a-t-il un Français dans la salle ? (et voix du récitant)
- 1983 : À mort l'arbitre (et rôle de l'inspecteur Granowski)
- 1985 : Le Pactole
- 1986 : La Machine à découdre (et rôle de Ralph Enger)
- 1987 : Le Miraculé (avec apparition : l'homme au bandeau noir)
- 1987 : Agent trouble (et rôle de l'agent de la DST)
- 1987 : Les Saisons du plaisir
- 1988 : Une nuit à l'Assemblée nationale
- 1988 : Divine Enfant (et rôle d'Aurélien Brada)
- 1990 : Il gèle en enfer (et rôle de Tim)
- 1991 : Mocky Story
- 1991 : Ville à vendre (et rôle de Shade)
- 1992 : Bonsoir
- 1993 : Le Mari de Léon (et rôle de Boris Lassef)
- 1995 : Noir comme le souvenir
- 1997 : Robin des mers (et rôle du père de Mathieu)
- 1997 : Alliance cherche doigt
- 1998 : Vidange (et rôle de Castellin)
- 1999 : Tout est calme (et rôle de Lucas)
- 1999 : La Candide Madame Duff (et rôle de Jacob Duff)
- 2000 : Le Glandeur (et rôle de Bruno Bombec)
- 2001 : La Bête de miséricorde (et rôle de Jean Mardet)
- 2002 : Les Araignées de la nuit (et rôle de l'inspecteur Gordone)
- 2003 : Le Furet
- 2004 : Touristes ? Oh yes ! (avec apparition : le chauffeur de taxi)
- 2004 : Les Ballets écarlates (et rôle de Mathieu, l'armurier)
- 2005 : Grabuge !
- 2006 : Le Deal
- 2007 : Le Bénévole
- 2007 : 13 French Street
- 2011 : Les Insomniaques (et rôle de Boris)
- 2011 : Crédit pour tous
- 2011 : Dossier Toroto (et rôle de Lapine)
- 2012 : Le Mentor (et rôle de Ludovic)
- 2012 : À votre bon cœur, mesdames (et rôle de Christophe)
- 2013 : Dors mon lapin
- 2013 : Le Renard jaune
- 2014 : Le Mystère des jonquilles (et rôle de Tarling)
- 2014 : Calomnies (et rôle d'Armand)
- 2015 : Tu es si jolie ce soir (et rôle de Charles Willy)
- 2015 : Les Compagnons de la pomponette (et rôle de l'ange Léonard)
- 2015 : Monsieur Cauchemar (et rôle de Valentin Esbirol)
- 2016 : Le Cabanon rose
- 2016 : Rouges étaient les lilas
- 2017 : Vénéneuses (et rôle de Dick Grant)
- 2017 : Votez pour moi (et rôle de Pascal, l'ermite)
- 2019 : Tous flics ! (présenté à titre posthume au Festival du film francophone d'Angoulême le 25 août 2022)[103]

#### Téléfilms
- 1988 : Méliès 88 : Gulliver
- 2007-2009 : Myster Mocky présente (série télévisée diffusée sur la chaîne 13e rue, 27 épisodes de 26 minutes) :

- 2007 : La Méthode Barnol
- 2007 : La Vérité qui tue
- 2007 : Dis-moi qui tu hais
- 2008 : Dans le lac
- 2008 : Chantage à domicile
- 2008 : Le Farceur
- 2008 : Le Diable en embuscade
- 2008 : L'Énergumène
- 2008 : Témoins de choix
- 2008 : Cellule insonorisée
- 2008 : Meurtres sur commande
- 2008 : Service rendu
- 2008 : La Clinique opale
- 2008 : Le Jour de l'exécution
- 2008 : Un éléphant dans un magasin de porcelaine
- 2009 : Une si gentille serveuse
- 2009 : Le Voisin de cellule
- 2009 : Un risque à courir
- 2009 : La Voix de la conscience
- 2009 : De quoi mourir de rire
- 2009 : Meurtre entre amies
- 2009 : Martha in memoriam
- 2009 : L'Aide
- 2009 : Ultime Bobine
- 2009 : Haine mortelle
- 2009 : Sauvetage
- 2009 : La Cadillac

- 2009 : Colère (téléfilm diffusé par France 2 et TV5 Monde)
- 2013-2019 : Hitchcock by Mocky (série télévisée de 26 minutes pour Canal Jimmy) :

- 2013 : Selon la loi
- 2013 : Aveux publics
- 2013 : Sursis pour un assassin
- 2013 : La curiosité qui tue
- 2013 : Derrière la porte close
- 2013 : La main du destin
- 2013 : Auto-stop
- 2013 : Alibi en chaîne
- 2013 : Demande en mariage
- 2013 : Deux cœurs solitaires
- 2013 : Le don d'Iris
- 2013 : Les Nains
- 2013 : La Mélodie qui tue
- 2013 : Trop froide
- 2019 : À couteau tiré
- 2019 : Un vrai massacre
- 2019 : Un tour en voiture
- 2019 : Un rôle en or
- 2019 : Un verre de trop
- 2019 : Suspect numéro 1
- 2019 : La Preuve par neuf
- 2019 : Modus operandi
- 2019 : Une retraite paisible
- 2019 : Échec aux dames
- 2019 : La Femme docteur
- 2019 : L'Ultime Solution
- 2019 : Plutôt mourir dans l'eau profonde
- 2019 : Le Pique-assiette
- 2019 : Surexposé
- 2019 : Un décès dans la famille
- 2019 : Entre deux femmes

#### Clips
- 1987 : Vis-à-vis d'elle, réalisé pour la chanson de Gérard Blanchard
- 1998 : Vitrine girl, réalisé pour la chanson de Dick Rivers
- 2016 : Dolorès, réalisé pour la chanson de Sarah Barzyk

### Acteur pour d'autres réalisateurs

#### Cinéma
- 1942 : Les Visiteurs du soir de Marcel Carné : figuration en page
- 1944 : Vive la liberté de Jeff Musso
- 1945 : L’affaire du collier de la reine de Marcel L'Herbier : un page de la reine
- 1946 : L'Homme au chapeau rond de Pierre Billon : le garçon d'honneur
- 1946 : Rêves d'amour de Christian Stengel
- 1946 : La Cabane aux souvenirs de Jean Stelli
- 1948 : Les Casse-pieds de Jean Dréville
- 1948 : Le Paradis des pilotes perdus de Georges Lampin : Denis
- 1948 :  Un film sans titre, tourné à Saint-Cloud dont la copie est perdue de Jean Douchet
- 1949 : Portrait d'un assassin de Bernard Roland
- 1949 : Occupe-toi d'Amélie de Claude Autant-Lara
- 1949 : Au grand balcon d'Henri Decoin
- 1949 : Une nuit de noces de René Jayet : le garçon d'honneur de la mariée
- 1950 : Dieu a besoin des hommes de Jean Delannoy : Pierre
- 1950 : Orphée de Jean Cocteau : un poète du café
- 1950 : Bibi Fricotin de Marcel Blistène
- 1951 : Deux Sous de violettes de Jean Anouilh : un joueur de belote
- 1951 : Éternel espoir de Max Joly
- 1951 : Atoll K de Léo Joannon : un nudiste (dernier film de Laurel et Hardy)
- 1952 : La neige était sale de Luis Saslavsky : le violoniste
- 1952 : Les Vaincus (I vinti) de Michelangelo Antonioni
- 1952 : I condottieri de Paul Herbiger : Joseph Strauss
- 1953 : Maternité clandestine de Jean Gourguet : La Fouine
- 1953 : Le Grand Pavois de Jack Pinoteau : Luc, un midship
- 1954 : Le Comte de Monte-Cristo de Robert Vernay : Albert de Mortcerf, dans la seconde époque La Vengeance
- 1954 : Senso de Luchino Visconti (et assistant-réalisateur) : un soldat
- 1955 : Graziella de Giorgio Bianchi : Alphonse de Lamartine
- 1955 : Les Égarés (Gli sbandati) de Francesco Maselli : le comte
- 1957 : Le rouge est mis de Gilles Grangier : Pierre, le jeune automobiliste
- 1957 : Le Gorille vous salue bien de Bernard Borderie : Cébu
- 1958 : La Tête contre les murs de Georges Franju (et scénario et adaptation) : François Gérane
- 1971 : Le Sourire vertical de Robert Lapoujade : le prêtre borgne
- 1980 : Cocktail Morlock ou Encore un Pernod, Yves! de Gérard Courant : un Morlock
- 1983 : Prénom Carmen de Jean-Luc Godard : le malade criant : « Y a-t-il un Français dans la salle ? »
- 1986 : Le Bridge de Gilles Dagneau (court métrage)
- 1989 : Vingt p'tites tours de Philippe Truffault et Michel Gondry : lui-même en miraculé
- 2011 : Americano de Mathieu Demy : le père
- 2013 : Putain de lune de Lou Bohringer (court métrage)
- 2015 : Marlowe de Sarah Barzyk (court métrage)
- 2017 : Le Redoutable de Michel Hazanavicius

#### Télévision
- 1952 : Foreign intrigue, trois épisodes : Akmet
- 1983 : La Route inconnue, deux épisodes : le châtelain
- 1986 : Grandeur et décadence d'un petit commerce de cinéma de Jean-Luc Godard : Jean Almereyda
- 2017 : À votre service (série télévisée), prime, Spécial Marseille de Florian Hessique : lui-même

#### Vidéo
- 2018 : il joue son propre rôle dans un petit clip promotionnel pour le nouvel album du groupe Blankass, C'est quoi ton nom ?[104]

### Documentaires avec Jean-Pierre Mocky
- 1974 : L'Histoire du cinéma français par ceux qui l'ont fait d’Armand Panigel
- 2005 : Mémoires du cinéma français d’Hubert Niogret
- 2006 : Jean Gourguet, artisan du mélodrame et du film polisson de Christophe Bier
- 2010 : Jean Aurenche, écrivain de cinéma, d’Alexandre Hilaire et Yacine Badday
- 2010 : Orphée, retour sur le tournage, DVD SNC, interview par Éric Le Roy
- 2018 : 2 bis, rue du conservatoire, de (et avec) Jean-Pierre Mocky

### Documentaires sur Jean-Pierre Mocky
- 1982 : Jean-Pierre Mocky, un drôle d'oiseau de Patrick Le Gall
- 2000 : Faiseur d'images : Jean-Pierre Mocky de Philippe Fréling, 13 minutes
- 2000 : Le Parapluie de Cherbourg, épisode de l'émission Strip-tease, réalisé par Manolo D´Arthuys
- 2016 : La Loi de l'albatros de Charles Schnaebele et Virgile Tyrode
- 2017 : La Parallèle Mocky de Hugues Baudoin
- 2019 : Mocky sans Mocky de Bernard Sasia et Clémentine Yelnik

## Théâtre
- 1948 : Pauline ou l'Écume de la mer de Gabriel Arout, mise en scène Pierre Fresnay, théâtre de la Michodière
- 1949 : Le Roi pêcheur de Julien Gracq, mise en scène Marcel Herrand, théâtre Montparnasse
- 1952 : Gloriana sera vengée de Jean Toury d'après Cyril Tourneur, mise en scène Jean Vernier, théâtre de la Huchette

## Publications de Jean-Pierre Mocky

### Ouvrages
- M. le Mocky, éditions Denoël, 2001 (ISBN 978-2207252093) Mémoires
- Mister Flash : gentleman gangster, Flammarion, 2005 Roman
- Cette fois je flingue, éditions Florent Massot, 2006
- Mocky s'affiche, éditions Christian Pirot, 2007 Commentaire du réalisateur sur les affiches de ses films
- Les Vacances du pouvoir, éditions Michalon, 2007 Comédie politique
- Jean-Pierre Mocky : pensées, répliques et anecdotes, Le Cherche Midi, coll. « Les Pensées », 2009, 208 p.
- La Longue Marche : entretiens avec Noël Simsolo, éditions Neige, 2014
- Je vais encore me faire des amis, le Cherche midi, 2015
- Mocky soit qui mal y pense, le Cherche midi, 2016

### Préfaces
- Maxime Schmitt, Cinéma perdu, Bordeaux, Le Castor Astral, 2004
- Dominique Zardi, Le Comédien fétiche du cinéma, Monaco, Alphée-J.P. Bertrand, 2007

### Articles
- « Comment je suis devenu underground », Le Monde,‎ 1er décembre 1999 réédité dans Le Roy 2000, p. 91-94.
- « Ça gronde fort », Libération,‎ 19 mars 2005 (lire en ligne, consulté le 7 juin 2012)

## Discographie
- 1991 : Les Trente Coups de gueule de Jean-Pierre Mocky, versions originales des génériques des films, Mantra Records (31 extraits)
- Les Réalisateurs : les plus belles musiques de films de Jean-Pierre Mocky 1993, label Playtime

## Distinctions et rétrospectives
- 1982 : prix de la critique au Festival d'Avoriaz pour Litan : La Cité des spectres verts.
- juillet 2004 : invité du Festival de cinéma de Prades (Prades, Pyrénées-Orientales).
- 2009 : « prix humour de résistance », décerné par La Maison du rire et de l'humour de Cluny pour l'ensemble de son œuvre.
- 2010 : le 1er février 2010, il a reçu à Vincennes un Prix Henri-Langlois pour l'ensemble de sa filmographie et pour avoir réalisé en cinquante ans de carrière un parcours couvrant tous les aspects du septième art, à la fois en tant qu'acteur, réalisateur, scénariste, écrivain, exploitant, producteur et enfin distributeur.
- 2013 : prix Alphonse-Allais pour l'ensemble de son œuvre[105].
- 2012 : rétrospective au Festival du film de Belfort - Entrevues.
- 2014 : rétrospective à la cinémathèque française du 25 juin au 3 août[106].
- 2015 : « Polar d'honneur » pour l'ensemble de son œuvre au Festival « Polar » de Cognac 2015.
- 2015 : prix Lumières d'honneur, pour l'ensemble de son œuvre[107].